# Carska palača u Tokiju
Carska palača u Tokiju (皇居 Kōkyo, "carska rezidencija") glavna je rezidencija japanskog cara. Radi se o parkovnom području u središnjem dijelu Tokija, u četvrti Chiyoda, a sastoji se od nekoliko zgrada koje uključuju glavnu zgradu palače (宮殿 Kyūden), privatne rezidencije carske obitelji, arhiv, muzeje i administrativne urede. Izgrađena je na mjestu starog Dvorca Edo obitelji Tokugawa, koja je de facto vladala Japanom od 1603. do 1868. tijekom razdoblja Eda. Cijelo područje Carske palače obuhvaća površinu od 1,15 kvadratnih kilometara, a okruženo je vodenim prokopima (jarcima). 

## Povijest

### Dvorac Edo
Nakon kapitulacije šogunata i obnove Meiji, stanovnici su, uključujući i šoguna Tokugawa Yoshinobua, morali napustiti Dvorac Edo. Napustivši Carsku palaču u Kyotu 26. studenoga 1868., car je stigao u Dvorac Edo te ga učinio svojom novom rezidencijom, preimenovavši ga u Dvorac Tōkei (東京 城 Tōkei-jō). Nakon ponovnog povratka iz Kyota 9. svibnja 1869., dvorac je preimenovan u Carski dvorac (皇城 Kōjō).
Prethodni požari uništili su područje Honmarua na kojem se je nalazio stari donjon (koji je i sam izgorio u požaru Meireki iz 1657. godine). U noći 5. svibnja 1873. požar je uništio palaču Nishinomaru (nekoć rezidenciju šoguna), a 1888. na tom je mjestu izgrađen novi carski dvor (宮城 Kyūjō).

### Razdoblje Meiji
Tijekom razdoblja Meiji, većina građevina Dvorca Edo nestale su. Neke su bili srušene kako bi se stvorilo mjesta za druge zgrade dok su druge uništene potresima i požarima. Drveni dvostruki mostovi (二重橋 Nijūbashi) iznad jarka zamijenjeni su kamenim i željeznim mostovima. Zgrade Carske palače izgrađene tijekom razdoblja Meiji bile su građene od drveta. U njihovom je vanjskom dizajnu korištena tradicionalna japanska arhitektura, dok su interijeri bili eklektične mješavine japanskih i europskih elemenata. Stropovi velikih dvorana bili su kovani japanskim elementima, međutim dvorane su bile namještene stolicama i stolovima zapadnjačkog stila, kao i dekorirane teškim zavjesama. Podovi javnih dvorana imale su parkete ili tepihe, dok su se u stambenim prostorijama koristile tradicionalne tatami prostirke.
Glavna dvorana za primanja bila je središnji dio palače, a ujedno je bila najveća zgrada kompleksa. Primanja za goste održavala su se u njom povodom javnih događanja. Podna površina bila je veća od 223 tsubo ili oko 737,25 m2. Krov je imao sličan oblik kao i u Carskoj palači u Kyotu, ali je bio pokriven bakrenim pločama otpornim na vatru, a ne japanskim čempresnim šindrama.
U kasnom Taishō i ranom Shōwa razdoblju izgrađene su betonske građevine, kao što su sjedište Ministarstva carskog dvora i Carskog vijeća. Ove građevine prikazivale su samo neke japanske elemente.
Od 1888. do 1948. kompleks se nazivao Dvorac palača (宮城 Kyūjō). U noći 25. svibnja 1945. većina je građevina Carske palače uništeno u savezničkom bombardiranju Tokija. U kolovozu 1945., u završnim danima Drugog svjetskog rata, car Hirohito sastao se sa svojim Carskim vijećem u podzemnom skloništu palače, nazvanom Knjižnica Njegovog Veličanstva (御文庫附属室 Obunko Fuzokushitsu), gdje su bile donesene odluke koje su rezultirale predajom Japana.
Zbog velikih razaranja palače iz razdoblja Meiji, 1960-ih godina na zapadnom dijelu kompleksa izgrađena je nova glavna palača (宮殿 Kyūden) i nove zgrade rezidencija. Područje je 1948. preimenovano u Carska rezidencija (皇居 Kōkyo), dok je istočni dio preimenovan u Istočni vrt (東御苑 Higashi-Gyoen), koji je postao javnim parkom 1968. godine.
Fotografije unutrašnjosti Palače iz razdoblja Meiji, uništene tijekom Drugog svjetskog rata
- Higashidamari-no-Ma
- Chigusa-no-Ma
- Hōmei-Den
- Kiri-no-Ma
- Nishidamari-no-Ma

### Današnja palača
Današnja Carska palača obuhvaća ostatke Dvorca Edo. Suvremena palača Kyūden (宮殿), koja je namijenjena raznim carskim ceremonijalnim funkcijama i prijemima, nalazi se u starom dijelu Nishinomaru. Rezidencija sadašnjeg cara i carice, skromnijeg uređenja, nalazi se u vrtu Fukiage. Suvremena rezidacija, koja je djelo japanskog arhitekta Shōzō Uchiija dovršena je 1993. godine.
Osim Agencije carskog dvora i Istočnih vrtova, palača je u pravilu zatvorena za javnost, osim za unaprijed najavljene vođene obilaske od utorka do subote. Svake Nove godine (2. siječnja) i u prigodi careva rođendana, građanima je dopušten ulazak kroz Nakamon (unutarnja vrata) do platoa Kyuden Totei ispred dvorane Chowaden. Tada se carska obitelj pojavljuje na balkonu pred publikom, a car uobičajeno daje kratki pozdravni govor.
Stari Honmaru, Ninomaru i Sannomaru sada čine dio Istočnih vrtova, područje dostupno javnosti koji sadržava administrativne i druge javne zgrade. Park Kitanomaru nalazi se na sjeveru i bivši je sjeverni enceinte Dvorca Edo. U njemu se nalazi dvorana Nippon Budokan i dostupan je javnosti. Na jugu su vanjski vrtovi Carske palače (Kōkyo-gaien), koji su danas također javni parkovi.

## Dijelovi kompleksa

### Kyūden
Carska palača (宮殿 Kyūden) i sjedište Agencije carskog dvora smješteni su na bivšem enceinteu Nishinomaru (zapadna citadela) Dvorca Edo.
Glavne zgrade kompleksa palače, uključujući glavnu palaču Kyūden (宮殿), sjedište konferencije za vezu Carskog glavnog stožera, bile su ozbiljno oštećene u požaru u svibnja 1945. Današnja palača sastoji se od više suvremenih građevina koje su međusobno povezane. Kompleks palače dovršen je 1968. godine i izgrađen je od čeličnih armiranobetonskih konstrukcija domaće proizvodnje, s dva kata iznad zemlje i jednim ispod. Zgrade Carske palače izgradila je kompanija Takenaka Corporation u modernističkom stilu s jasnim japanskim arhitektonskim elementima kao što su veliki, šiljasto zavijeni krov, stupovi i grede.
Kompleks se sastoji od šest krila, uključujući:
- dvorana za državničke funkcije Seiden,
- državna banketna dvorana Hōmeiden,
- dvorana za prijeme Chōwaden,
- dvorana za večere Rensui,
- soba za crtanje Chigusa Chidori,
- Carski ured.

Dvorane uključuju Minami-Damari, Nami-no-Ma, višestruke hodnike, Kita-Damari, Shakkyō-no-Ma, Shunju-no-Ma, Seiden-Sugitoe (Kaede), Seiden-Sugitoe (Sakura), Take-no-Ma, Ume-no-Ma i Matsu-no-Ma. Poznati Nihonga umjetnici kao što su Maeda Seison bili su angažirani za slikanje.
Kyūden se koristi za primanje državnih gostiju i održavanje službenih državnih ceremonija i funkcija. Matsu-no-Ma (borova soba) je prijestolna dvorana. Car prima u audijenciju premijera u ovoj sobi, kao i imenovane ili odlazeće veleposlanike i državne ministre. U ovoj dvorani prisegu daju premijer i šef sudbene vlasti.

### VrtFukiage
Vrt Fukiage nosi ime još od vremena Edo i služi kao rezidencijalni dio za carsku obitelj.
U sjevernom dijelu, Palača Fukiage Ōmiya (吹上大宮御所 Fukiage Ōmiya-gosho) izvorno je bila rezidencija cara Showa i carica Kōjun i nosila je naziv Palača Fukiage. Nakon careve smrti 1989. godine, palača je preimenovana u Palaču Fukiage Ōmiya i bila je rezidencija carice majke do njezine smrti 2000. godine.
U palači se nalaze Tri svetišta palače (宮中三殿 Kyūchū-sanden). Tu se čuvaju dijelovi carskih regalija Japana, a svetište ima vjersku ulogu u obredima carskih krunjenja i vjenčanja.

## Istočni vrt
Istočni vrt je mjesto gdje se nalazi većina administrativnih objekata za potrebe Carske palače i obuhvaća bivša područja Honmaru i Ninomaru Dvorca Edo. Prostire se na području od ukupno 210.000 m2. U Istočnom vrtu smještena je Carska Tokagakudo glazbena dvorana, Glazbeni odjel uprave ceremonijala Agencije carskog dvora, Odjel za arhive i mauzolej, zgrade za gardu Saineikan Dojo i Muzej carskih zbirki.
Nekoliko građevina koje su dodane tijekom Meiji razdoblja uklonjene su tijekom vremena kako bi se omogućila izgradnja Istočnog vrta. Godine 1932. kuretake-ryō je izgrađen kao spavaonica za carske princeze, ali ta je zgrada uklonjena prije izgradnje današnjih vrtova. Ostale zgrade, kao što su staje i stanovi, uklonjeni su kako bi uredio Istočni vrt u današnjem obliku.
Građevinski radovi započeli su 1961. godine s novim jezerom u Ninomaruu, kao i popravkom i restauracijom raznih ostataka i građevina iz razdoblja Edo. Dana 30. svibnja 1963. godine japanska je vlada proglasila područje kao "Posebni povijesni ostatak" zaštićen Zakonom o zaštiti kulturnih dobara.

### Tōkagakudō(Glazbena dvorana)
Tōkagakudō (桃華楽堂, glazbena dvorana Breskvinog cvijeta) nalazi se istočno od bivšeg glavnog donjona Dvorca Edo u Honmaru. Ova je glazbena dvorana sagrađena u znak obilježavanja 60. rođendana carice Kojun 6. ožujka 1963. godine. Armiranobetonska zgrada obuhvaća ukupnu površinu od 1254 m2. Dvorana je u obliku osmerokuta, a svaki od osam vanjskih zidova ukrašeno je različito dizajniranim mozaičkim pločicama. Izgradnja je započela u kolovozu 1964., a završena je u veljači 1966. godine.

### VrtNinomaru
Simbolična stabla koja predstavljaju svaku prefekturu u Japanu zasađena su u sjeverozapadnom uglu Ninomaru enceintea. Ta stabla darovana su iz svake prefekture, a ukupno ih ima 260, odnosno 30 vrsta.

### Suwa no Chaya
Suwa no Chaya (諏訪の茶屋) je čajna kućica koja se nalazila u vrtu Fukiage tijekom razdoblja Edo. Premještena je u palaču Akasaka nakon obnove Meiji, ali je 1912. godine rekonstruirana na izvornom mjestu.
Premještena je na sadašnje mjesto tijekom izgradnje Istočnog vrta.

## Kitanomaru
Park Kitanomaru smješten je na sjevernom dijelu te je dio bivšeg sjevernog enceintea Dvorca Edo. Park je otvoren za javnost i u njemu se nalazi dvorana Nippon Budokan, izvorno izgrađena za natjecanja u džudu na Olimpijskim igrama 1964.
U parku se nalazi brončani spomenik princa Kitashirakawa Yoshihisa (北白川宮能久親王 Kitashirakawa-no-miya Yoshihisa-shinnō).

## Kōkyo-gaien
Na jugoistoku kompleksa nalazi se veliki vanjski vrtovi Carske palače Kōkyo-gaien (jap. 皇居外苑), koji su otvoreni za javnost 1949. godine. Do tada su bili dio samog područja Carske palače. U parku se nalazi brončani spomenik Kusunokija Masashigea (楠木正成), legendarnog samuraja iz 14. stoljeća.

## Vanjske poveznice
- Agencija carskog dvora | Carska palača u Tokiju
- Fotografije Carske palače
- Karta Carske palače